# Dialekt alemański
Dialekt alemański (nazwa własna: Alemannisch) – grupa zróżnicowanych gwar górnoniemieckich języka wysokoniemieckiego z rodziny języków germańskich. Bywa określany jako odrębny od niemieckiego język alemański. Funkcjonuje głównie w formie mówionej; funkcję języka literackiego na obszarze jego występowania pełni standardowa niemczyzna.
Posługuje się nim około 10 milionów ludzi w 7 państwach: Szwajcarii (cały region niemieckojęzyczny poza rejonem Samnaun przy granicy z Austrią), Niemczech (Szwabia i większość Badenii-Wirtembergii), Austrii (tylko Vorarlberg), całym Liechtensteinie, Włoszech (kilka izolowanych miejscowości w płn.-zach. Alpach), Francji (Alzacja) oraz Wenezueli (język kilku osad kolonistów od 1843).
Nazwa dialektu pochodzi od dawnego związku niemieckich plemion z tego regionu (Alamanowie).

## Odmiany
Istnieją następujące etnolekty alemańskie:
- szwabski (Szwabia, RFN), jego cechą jest zastąpienie górnowysokoniemieckich: û, î przez [ou], [ei] (zamiast niemieckich: [aʊ], [aɪ]).
- dolnoalemański lub południowoalemański, zachował niemieckie: /k/ jako [kʰ] (lub [kx]), zamiast górnoalemańskiego [x]. Pododmiany:
  - alzacki (lub język alzacki) (Alzacja we Francji)
  - alemán coloniero (w Wenezueli)
  - gwara Bazylei (miasto Bazylea w Szwajcarii)
- alemański okolic Jeziora Bodeńskiego (południowa Wirtembergia, płd.-wsch. Badenia, płn.-zach. Vorarlberg)
- górnoalemański (Szwajcaria i częściowo Vorarlberg oraz południowy Schwarzwald). cechuje się przejściem /k/ w [x]. Pododmiany:
  - gwara Berna
  - gwara Zurychu
  - gwara Vorarlbergu
- wysokoalemański lub najwyższy alemański (we wschodniej części kantonu Valais, kilku miejscowościach we włoskich Alpach, w Berner Oberland (kanton Berno) i w niemieckojęzycznej części kantonu Fryburg). W odróżnieniu od innych etnolektów posiada [ʃniːə(n)], [buːə(n)] zamiast [ʃneijə bouwə]. Pododmiany:
  - gwary kantonu Valais
    - gwara Walser

## Język literacki
Najstarszym zapisem dialektu są krótkie napisy na fibulach, pochodzących z VI wieku. Pierwsze teksty ciągłe zostały zapisane w VIII wieku w opactwie St. Gallen, np. modlitwa Ojcze nasz:
Fater unser, thu bist in himile
uuihi namu dinan
qhueme rihhi diin
uuerde uuillo diin,
so in himile, sosa in erdu
prooth unseer emezzihic kip uns hiutu
oblaz uns sculdi unsero
so uuir oblazem uns skuldikem
enti ni unsih firleit in khorunka
uzzer losi unsih fona ubile
Konfederacja Szwajcarska sporządziła swoje kroniki w XIV wieku w dialekcie alemańskim. Także na ten dialekt przetłumaczył Biblię szwajcarski reformator religijny Huldrych Zwingli w 1520. Od XVII wieku datuje się wypieranie gwar alemańskich przez język niemiecki, jako język literacki. Z tego powodu do dziś nie istnieje żadna spójna ortografia gwar alemańskich (brak normy literackiej).
W 1803 Johann Peter Hebel napisał Opowieści alemańskie (Alemannische Gedichte) w tym dialekcie. Szwajcarscy pisarze często świadomie używają zapożyczeń z dialektu tzw. „helwetyzmów” w swoich utworach, pisanych w języku niemieckim, np. Jeremias Gotthelf i Tim Krohn.

## Cechy
Południowa (alpejska) część obszaru dialektu cechuje się znacznie większymi różnicami od standardowego języka niemieckiego, niż część północna (w RFN).
Ponieważ południowe gwary alemańskie (np. w Szwajcarii) są w większości trudno lub w niewielkim stopniu rozumiane przez użytkowników języka niemieckiego, niektórzy językoznawcy, opierając się na kryteriach SIL International i UNESCO, opisują ten etnolekt jako odrębny „język alemański” lub 4 odrębne języki: szwabski, alemański, walser i niemiecki „colonia tovar” (w Wenezueli).
Szwajcarskie gwary alemańskie są często określane jako „szwajcarski język niemiecki” lub Schwyzerdütsch.
Najważniejsze cechy to:
- częste użycie zdrobnień: na północy- przyrostek -le; na południu: -li (zamiast niemieckiego -chen), np. Häusle, Hüüsle, Hüüsli, Hiisli (domek).
- Zróżnicowanie między południowymi i północnymi gwarami w wymowie ch po samogłoskach: i, e, ä, ö, ü i spółgłoskach.
- czasownik być jest różnie odmieniany w różnych gwarach:
(częste formy gs*- pochodzą od słów pokrewnych ge-sein, niespotykanych we współczesnym języku niemieckim.)

| Odmiana czasownika być w gwarach alemańskich | Odmiana czasownika być w gwarach alemańskich | Odmiana czasownika być w gwarach alemańskich | Odmiana czasownika być w gwarach alemańskich | Odmiana czasownika być w gwarach alemańskich | Odmiana czasownika być w gwarach alemańskich | Odmiana czasownika być w gwarach alemańskich | Odmiana czasownika być w gwarach alemańskich | Odmiana czasownika być w gwarach alemańskich |
| język polski (język niemiecki)               | dolnoszwabski                                | alzacki                                      | Allgäuerisch                                 | Dolny Markgräflerland                        | Voralpenland                                 | wschodnioszwajcarski                         | zachodnioszwajcarski                         | Sensler                                      |
| -------------------------------------------- | -------------------------------------------- | -------------------------------------------- | -------------------------------------------- | -------------------------------------------- | -------------------------------------------- | -------------------------------------------- | -------------------------------------------- | -------------------------------------------- |
| ja jestem (ich bin)                          | I ben                                        | Ich bin                                      | I bin                                        | Ich bi                                       | I bee                                        | I bi                                         | I(g) bi                                      | I bû                                         |
| ty jesteś (du bist)                          | du bisch                                     | dü bisch                                     | du bisch                                     | du bisch                                     | dou bisch                                    | du bisch                                     | du bisch                                     | dù bûsch                                     |
| on jest (er ist)                             | er isch                                      | är isch                                      | är isch                                      | är isch                                      | är isch                                      | är isch                                      | är isch                                      | är isch                                      |
| my jesteśmy (wir sind)                       | mir send                                     | mir sinn                                     | mir send/sönd                                | mir sin                                      | mr send                                      | m(i)r send/sön/sinn                          | mir sy                                       | wier sy                                      |
| wy jesteście (ihr seid)                      | ihr send                                     | ihr sinn                                     | ihr send                                     | ihr sin                                      | ihr send                                     | i(i)r sönd/sind                              | dihr syt                                     | ier syt                                      |
| oni są (sie sind)                            | dui send                                     | sie sinn                                     | dui send                                     | si sin                                       | dia send                                     | di sönd                                      | si sy                                        | si sy                                        |
| ja byłem (ich bin ... gewesen)               | i ben gwä                                    | ich bin gsinn                                | i bi gsi                                     | ich bi gsi                                   | i bee gsei                                   | i bi gsi                                     | i(g) bi gsi/gsy                              | i bû gsyy                                    |